# Dekolleté

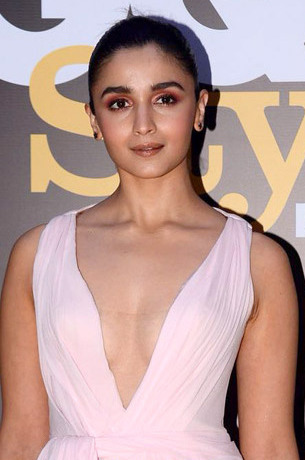
Dekolleté, 2018

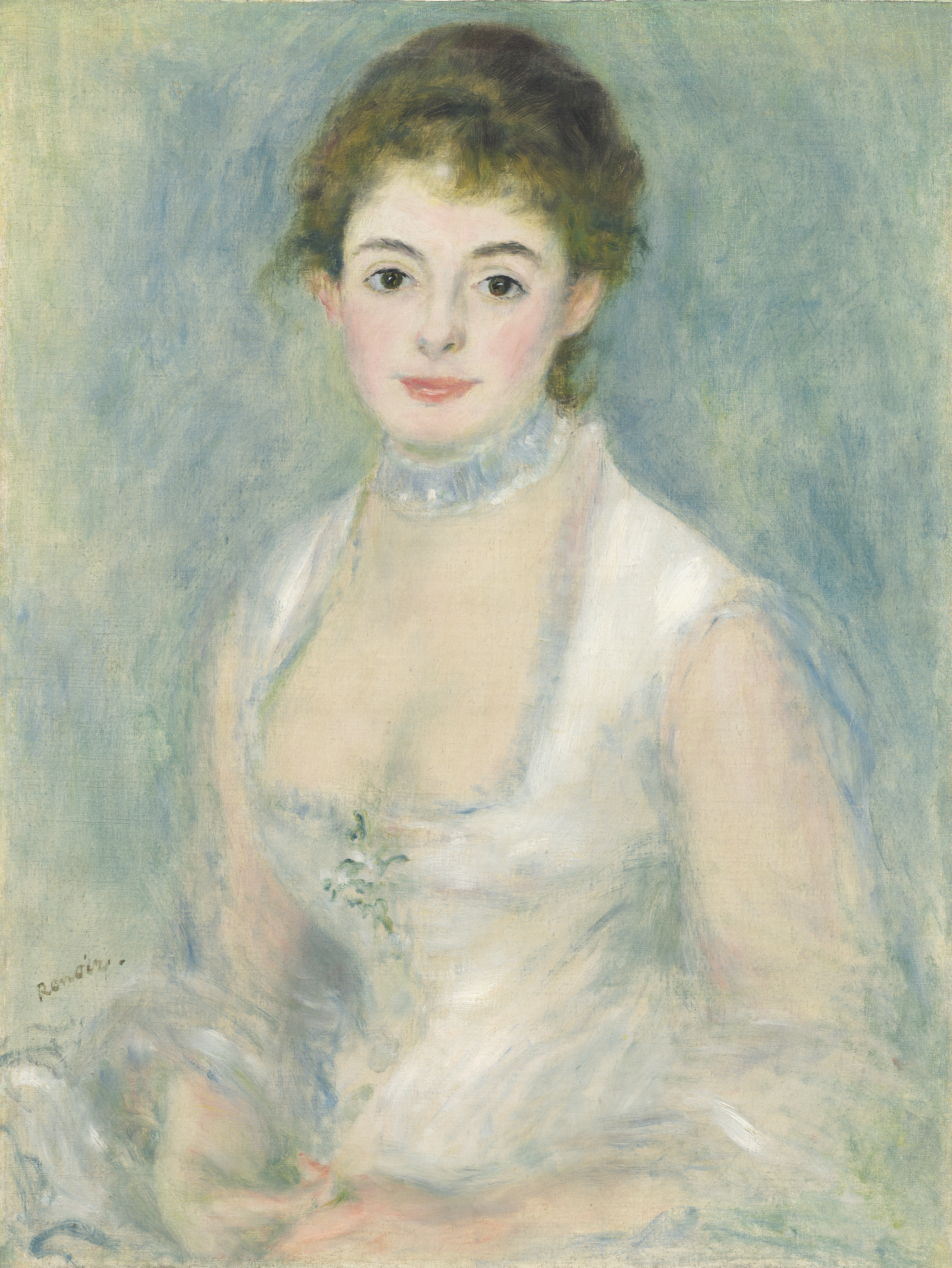
Pierre-Auguste Renoir: Porträt der Madame Henriot, Öl auf Leinwand, 1876

Als Dekolleté oder Dekolletee [dekɔlˈteː], schweizerisch Décolleté (das; von französisch décolleté, abgeleitet von col ‚Hals‘ bzw. collet ‚Kragen‘), in der deutschen Umgangssprache auch schlicht Ausschnitt, wird in der Damenoberbekleidung der Halsausschnitt von Blusen und Kleidern zur Brust hin bezeichnet.

## Allgemeines
Mit dem Dekolleté können Frauen ihre erotische Ausstrahlung betonen. Zur Erhöhung des Effekts können Push-up-BHs beitragen, die die Brust etwas anheben und so mehr Fülle zeigen. Eine weitere Möglichkeit der Effektsteigerung bietet die Verwendung eines schulterfreien Ausschnittes durch die Verwendung von Spaghettiträgern oder trägerlose Kleidung. Die Wahl teilweise transparenter Stoffe und ein körpernaher Schnitt können die beabsichtigte Wirkung ebenfalls unterstützen.
Im Berufsleben wird ein tiefes Dekolleté üblicherweise als unpassend empfunden. 
In der Vergangenheit unterlag das Dekolleté moralischem und modischem Diktat. Zu bestimmten Zeiten war es verpönt, zu anderen Zeiten hingegen sehr verbreitet. In der alten europäischen Adels- und Hofgesellschaft war den Damen von Stand das Dekolleté vorgeschrieben, während bürgerliche Frauen ihre Brust mit einem Brusttuch (Fichu) zu bedecken hatten. Modische Dirndl ab Ende des 19. Jahrhunderts (in Abgrenzung zur historischen Tracht) besitzen häufig ein eher ausgeprägtes Dekolleté. Bis heute wird ein tiefer Ausschnitt von den einen als selbstbewusst bejubelt und von anderen als selbstentblößend kritisiert.

## Trivia
Den tiefen Ausschnitt eines geschlossenen Damenschuhs im Bereich des Vorderblatts, meistens zu sehen bei Ballerinas oder Pumps, der den Übergang vom Vorfuß zu den Zehenansätzen zeigt, bezeichnet man als Zehendekolleté (englisch „Toe cleavage“).
Im 20. Jahrhundert entwickelten sich ironisierende Begriffe wie Maurerdekolleté, Bauarbeiterdekolleté oder ähnliche zur Bezeichnung des Rücken-Anblicks eines in der Hocke arbeitenden Handwerkers, dessen tiefsitzender Hosenbund einen Teil des Gesäßes preisgibt.